# منطقه سه ناگاساکی
منطقه سه ناگاساکی (به ژاپنی: 長崎[県第]3区, Nagasaki[-ken dai-]sanku)، یک ناحیه انتخاباتی تک عضوی برای مجلس نمایندگان (ژاپن), مجلس پایین دایت ملی ژاپن است. در استان ناگاساکی واقع شده است.